# Henrik Heggheim
Henrik Heggheim (født 22. april 2001) er en norsk professionel fodboldspiller, der spiller som midterforsvarer for Superliga- klubben Brøndby IF .

## Karriere

### Viking
Heggheim voksede op i Eiganes -distriktet i Stavanger, Norge,  og begyndte Heggheim at spille fodbold for Viking FK ungdomsakademi i en alder af 5. 
Den 11. juni 2020 underskrev han en professionel kontrakt med Viking indtil slutningen af sæsonen 2021.  Tre uger senere, den 1. juli 2020, fik han sin Eliteserien -debut for klubben i en 2-0 -sejr mod Sandefjord .   Efter at have spillet ni kampe i træk i ligaen blev hans kontrakt forlænget til slutningen af sæsonen 2023 den 13. august 2020. 

### Brøndby
Den 30. august 2021 skiftede Heggheim Viking ud med de danske Superliga- mestre Brøndby IF på en fireårig kontrakt.  
Den 23. september 2021, fik Heggheim debut for Brøndby da han startede inde i 8-1 sejren over Allerød i DBU Pokalen.
Ugen efter den 30. september fik han sin europæiske debut for klubben da han startede inde mod Olympique Lyon i Europa League-gruppespillet han spillede cirka 60. minutter men blev skiftet ud til fordel for Kevin Tshiembe da Brøndby tabte 3-0 på Stade Gerland.

## Karriere statistik
Oversigten er opdateret til og med 11 september 2021
| Forening       | Sæson          | Liga           | Liga | Liga | Kop  | Kop | Kontinental | Kontinental | Andet | Andet | i alt | i alt |
| Forening       | Sæson          | Division       | Apps | Mål  | Apps | Mål | Apps        | Mål         | Apps  | Mål   | Apps  | Mål   |
| -------------- | -------------- | -------------- | ---- | ---- | ---- | --- | ----------- | ----------- | ----- | ----- | ----- | ----- |
| Viking         | 2020           | Eliteserien    | 26   | 0    | -    | -   | 1           | 0           | -     | -     | 27    | 0     |
| Viking         | 2021           | Eliteserien    | 17   | 0    | 2    | 0   | -           | -           | -     | -     | 19    | 0     |
| Viking         | i alt          | i alt          | 43   | 0    | 2    | 0   | 1           | 0           | -     | -     | 46    | 0     |
| Brøndby        | 2021–22        | Superliga      | 0    | 0    | 0    | 0   | 0           | 0           | -     | -     | 0     | 0     |
| Karriere i alt | Karriere i alt | Karriere i alt | 43   | 0    | 2    | 0   | 1           | 0           | 0     | 0     | 46    | 0     |